# روبن ريد (ملاكم)
روبن ريد (بالإنجليزية: Robin Reid)‏ مواليد 19 فبراير 1971 في مرزيسايد، إنجلترا، هو ملاكم بريطاني يصنف ضمن فئة وزن فوق المتوسط. حقق الميدالية البرونزية في الألعاب الأولمبية الصيفية 1992.

## إحصائيات
خاض خلال مسيرته 51 نزالا، فاز في 42 وتعادل في 1 وخسر في 8. فاز بالضربة القاضية في 29 نزالا.

## الميداليات
| الميدالية | المسابقة                       |
| --------- | ------------------------------ |
| برونزية   | الألعاب الأولمبية الصيفية 1992 |

## روابط خارجية
- روبن ريد على موقع بوكس ريك (الإنجليزية) (registration required)
- روبن ريد على موقع أوليمبيديا (الإنجليزية)